# Heeswijk (Montfoort)
Heeswijk is een buurt in de gemeente Montfoort in de Nederlandse provincie Utrecht. Deze buurt ligt ten oosten van de oude binnenstad van Montfoort. Heeswijk ligt aan de zuidelijke dijk van de rivier de Hollandse IJssel, waarover de provinciale weg N228 naar De Meern loopt.

## Polder Heeswijk
Ten zuiden van de N228 ligt de Polder Heeswijk. De grootte van deze polder is: van noord naar zuid ongeveer 1,3 km, van west naar oost gemiddeld ruim 3 km. In het oosten eindigt deze polder bij de Knollemanshoek en de Heeswijker Zijdwende, in het zuiden bij de weg en buurt Blokland, in het westen bij de provinciale weg N204 tussen Woerden en Benschop. Grote delen van de woonplaats Montfoort liggen binnen dit gebied.
Mogelijk door het ontstaan, en in elk geval door de uitbreiding naar het zuiden van de stad Montfoort werd de Polder Heeswijk in tweeën gedeeld. Het grootste deel ervan ligt ten oosten van de Bovenkerkweg en een kleiner deel, genaamd Polder Kort-Heeswijk, ten westen van de Benedenkerkweg. Ook in bestuurlijk opzicht was er deze tweedeling. Al vóór 1812 bestonden er een Gerecht Heeswijk en een Gerecht Kort-Heeswijk. Bij de vorming van gemeenten in 1812 werd het gerecht Heeswijk bij Linschoten ingedeeld en het gerecht Kort-Heeswijk bij Willeskop.
Op een onbekende datum in het verleden werd het gebied tussen de Boven- en Benedenkerkweg aan het in oppervlakte zeer kleine Montfoort toegevoegd.

## Geschiedenis
Heeswijk wordt voor het eerst genoemd in archiefstukken uit 1166. Omstreeks die tijd wordt in het gebied van Heeswijk de burcht Montfoort gesticht. Rondom deze burcht ontstaat een kleine nederzetting, die later zal uitgroeien tot de stad Montfoort.
Op 1 januari 1818 werden de voormalige gerechten Heeswijk en Achthoven afgesplitst van de gemeente Linschoten om samen verder te gaan als nieuwe gemeente Achthoven. Op 8 september 1857 werd deze gemeente opgeheven en weer bij Linschoten gevoegd. Dit is verder zo gebleven tot 1989.
Eveneens tot 1989 vormden de vroegere gerechten Kort-Heeswijk, Willeskop en het grootste deel van Blokland samen de gemeente Willeskop.
Op 1 januari 1989 vindt in het westen en zuidwesten van de provincie Utrecht een omvangrijke provinciale en gemeentelijke herindeling plaats. Ondanks felle protesten onder de bevolking wordt de gemeente Willeskop bij de gemeente Montfoort gevoegd. Ook de gemeente Linschoten wordt bij Montfoort gevoegd. Hiermee liggen nu zowel Heeswijk als Kort-Heeswijk in de gemeente Montfoort.

## Cope-ontginning
Polder Heeswijk is een zogenaamde cope-ontginning met de zuidelijke IJsseldijk als ontginningbasis. Vanaf deze dijk werd het achterliggende land ontgonnen, dat wil zeggen: ontdaan van begroeiing en voorzien van kanalen en evenwijdig lopende sloten om het overtollige water te kunnen lozen op de IJssel. Bij de indeling van het gebied in kavels werden, waar mogelijk, standaardmaten gehanteerd. In Heeswijk hebben de kavels een diepte (in noord-zuid-richting) van ongeveer 1,25 km, net als in de naburige Polder Willeskop. Deze 1,25 km als dieptemaat van de kavels was gangbaar. De Polder Bijleveld en Reijerscop tussen Harmelen en De Meern en de Heicopse Polder bij De Meern hebben hetzelfde regelmatige patroon met kavels van circa 1,25 km diepte.
De kavels van Polder Heeswijk eindigen bij de weg met de naam Blokland. Deze weg was de achterkade van de cope-ontginning Heeswijk.
Stad: Montfoort

Dorpen en Buurtschappen: Achthoven-West · Achthoven-Oost · Blokland · Cattenbroek · Heeswijk · Knollemanshoek · Linschoten · Mastwijk · Snelrewaard · Willeskop

Utrecht · Plaatsen in de provincie      Nederland · Provincies · Gemeenten